# لیگ برتر فوتبال انگلستان ۲۳–۲۰۲۲
لیگ برتر فوتبال انگلستان ۲۳–۲۰۲۲ سی و یکمین دوره از مسابقات لیگ برتر و صد و بیست و چهارمین فصل از بالاترین سطح از فوتبال حرفه‌ای انگلیس است
منچسترسیتی دو بار مدافع عنوان قهرمانی این فصل است و هم در فصل ۲۱–۲۰۲۰ و هم در فصل ۲۲–۲۰۲۱ قهرمان شده‌است.
از فصل ۲۳–۲۰۲۲، باشگاه‌ها می‌توانند به جای سه تعویض، پنج تعویض انجام دهند. این تعویض‌ها را می‌توان در سه توقف در طول زمان بازی و علاوه بر آن در بین دو نیمه، مطابق با بقیه شش لیگ برتر اروپایی (بوندسلیگا، لیگ ۱، اردیویسه، لالیگا و سری آ) انجام داد. همچنین یک استراحت میان فصل برای جام جهانی فوتبال ۲۰۲۲ در قطر وجود خواهد داشت که آخرین بازی در آخر هفته ۱۲ تا ۱۳ نوامبر ۲۰۲۲ و اولین بازی پس از جام جهانی در ۲۶ دسامبر ۲۰۲۲ پس از فینال جام جهانی در ۱۸ دسامبر ۲۰۲۲ برگزار خواهد شد..

## جدول

### جدول لیگ
| رتبه           | تیم             | امتیاز | بازی | پ. | ت. | ش. | گ.ز. | گ.خ. | ت.گ. | توضیحات |
| -------------- | --------------- | ------ | ---- | -- | -- | -- | ---- | ---- | ---- | --- |
| ۱              | منچستر سیتی     | ۸۹     | ۳۸   | ۲۸ | ۵  | ۵  | ۹۴   | ۳۳   | ۶۱+  | قوانین جدول رده‌بندی: ۱: امتیازات ۲: تفاضل گل ۳: گل‌های زده ۴: اگر قهرمان، تیم‌های سقوط کرده یا تیم‌های واجد شرایط برای حضور در مسابقات اروپایی را نمی‌توان با قوانین ۱ تا ۳ تعیین کرد، قوانین ۱٫۴ تا ۳٫۴ اعمال می‌شود: • ۱٫۴: امتیازات به دست آمده در رقابت رو در رو این تیم‌ها • ۲٫۴: گل‌های خارج از خانه در رقابت رو در روی این تیم‌ها • ۳٫۴: بازی‌های پلی‌آف صعود و سقوط کسب سهمیه حضور در مرحله گروهی لیگ قهرمانان اروپا ۲۴-۲۰۲۳ کسب سهمیه حضور در مرحله گروهی لیگ اروپا ۲۴-۲۰۲۳ کسب سهمیه حضور در مرحله پلی‌آف لیگ کنفرانس اروپا ۲۴-۲۰۲۳ سقوط به چمپیونشیپ ۲۴-۲۰۲۳ |
| ۲              | آرسنال          | ۸۴     | ۳۸   | ۲۶ | ۶  | ۶  | ۸۸   | ۴۳   | ۴۵+  | قوانین جدول رده‌بندی: ۱: امتیازات ۲: تفاضل گل ۳: گل‌های زده ۴: اگر قهرمان، تیم‌های سقوط کرده یا تیم‌های واجد شرایط برای حضور در مسابقات اروپایی را نمی‌توان با قوانین ۱ تا ۳ تعیین کرد، قوانین ۱٫۴ تا ۳٫۴ اعمال می‌شود: • ۱٫۴: امتیازات به دست آمده در رقابت رو در رو این تیم‌ها • ۲٫۴: گل‌های خارج از خانه در رقابت رو در روی این تیم‌ها • ۳٫۴: بازی‌های پلی‌آف صعود و سقوط کسب سهمیه حضور در مرحله گروهی لیگ قهرمانان اروپا ۲۴-۲۰۲۳ کسب سهمیه حضور در مرحله گروهی لیگ اروپا ۲۴-۲۰۲۳ کسب سهمیه حضور در مرحله پلی‌آف لیگ کنفرانس اروپا ۲۴-۲۰۲۳ سقوط به چمپیونشیپ ۲۴-۲۰۲۳ |
| ۳              | منچستریونایتد   | ۷۵     | ۳۸   | ۲۳ | ۶  | ۹  | ۵۸   | ۴۳   | ۲۵+  | قوانین جدول رده‌بندی: ۱: امتیازات ۲: تفاضل گل ۳: گل‌های زده ۴: اگر قهرمان، تیم‌های سقوط کرده یا تیم‌های واجد شرایط برای حضور در مسابقات اروپایی را نمی‌توان با قوانین ۱ تا ۳ تعیین کرد، قوانین ۱٫۴ تا ۳٫۴ اعمال می‌شود: • ۱٫۴: امتیازات به دست آمده در رقابت رو در رو این تیم‌ها • ۲٫۴: گل‌های خارج از خانه در رقابت رو در روی این تیم‌ها • ۳٫۴: بازی‌های پلی‌آف صعود و سقوط کسب سهمیه حضور در مرحله گروهی لیگ قهرمانان اروپا ۲۴-۲۰۲۳ کسب سهمیه حضور در مرحله گروهی لیگ اروپا ۲۴-۲۰۲۳ کسب سهمیه حضور در مرحله پلی‌آف لیگ کنفرانس اروپا ۲۴-۲۰۲۳ سقوط به چمپیونشیپ ۲۴-۲۰۲۳ |
| ۴              | نیوکاسل یونایتد | ۷۱     | ۳۸   | ۱۹ | ۱۴ | ۵  | ۶۸   | ۳۳   | ۳۵+  | قوانین جدول رده‌بندی: ۱: امتیازات ۲: تفاضل گل ۳: گل‌های زده ۴: اگر قهرمان، تیم‌های سقوط کرده یا تیم‌های واجد شرایط برای حضور در مسابقات اروپایی را نمی‌توان با قوانین ۱ تا ۳ تعیین کرد، قوانین ۱٫۴ تا ۳٫۴ اعمال می‌شود: • ۱٫۴: امتیازات به دست آمده در رقابت رو در رو این تیم‌ها • ۲٫۴: گل‌های خارج از خانه در رقابت رو در روی این تیم‌ها • ۳٫۴: بازی‌های پلی‌آف صعود و سقوط کسب سهمیه حضور در مرحله گروهی لیگ قهرمانان اروپا ۲۴-۲۰۲۳ کسب سهمیه حضور در مرحله گروهی لیگ اروپا ۲۴-۲۰۲۳ کسب سهمیه حضور در مرحله پلی‌آف لیگ کنفرانس اروپا ۲۴-۲۰۲۳ سقوط به چمپیونشیپ ۲۴-۲۰۲۳ |
| ۵              | لیورپول         | ۶۷     | ۳۸   | ۱۹ | ۱۰ | ۹  | ۷۵   | ۴۷   | ۲۸+  | قوانین جدول رده‌بندی: ۱: امتیازات ۲: تفاضل گل ۳: گل‌های زده ۴: اگر قهرمان، تیم‌های سقوط کرده یا تیم‌های واجد شرایط برای حضور در مسابقات اروپایی را نمی‌توان با قوانین ۱ تا ۳ تعیین کرد، قوانین ۱٫۴ تا ۳٫۴ اعمال می‌شود: • ۱٫۴: امتیازات به دست آمده در رقابت رو در رو این تیم‌ها • ۲٫۴: گل‌های خارج از خانه در رقابت رو در روی این تیم‌ها • ۳٫۴: بازی‌های پلی‌آف صعود و سقوط کسب سهمیه حضور در مرحله گروهی لیگ قهرمانان اروپا ۲۴-۲۰۲۳ کسب سهمیه حضور در مرحله گروهی لیگ اروپا ۲۴-۲۰۲۳ کسب سهمیه حضور در مرحله پلی‌آف لیگ کنفرانس اروپا ۲۴-۲۰۲۳ سقوط به چمپیونشیپ ۲۴-۲۰۲۳ |
| ۶              | برایتون         | ۶۲     | ۳۸   | ۱۸ | ۸  | ۱۲ | ۷۲   | ۵۳   | ۱۹+  | قوانین جدول رده‌بندی: ۱: امتیازات ۲: تفاضل گل ۳: گل‌های زده ۴: اگر قهرمان، تیم‌های سقوط کرده یا تیم‌های واجد شرایط برای حضور در مسابقات اروپایی را نمی‌توان با قوانین ۱ تا ۳ تعیین کرد، قوانین ۱٫۴ تا ۳٫۴ اعمال می‌شود: • ۱٫۴: امتیازات به دست آمده در رقابت رو در رو این تیم‌ها • ۲٫۴: گل‌های خارج از خانه در رقابت رو در روی این تیم‌ها • ۳٫۴: بازی‌های پلی‌آف صعود و سقوط کسب سهمیه حضور در مرحله گروهی لیگ قهرمانان اروپا ۲۴-۲۰۲۳ کسب سهمیه حضور در مرحله گروهی لیگ اروپا ۲۴-۲۰۲۳ کسب سهمیه حضور در مرحله پلی‌آف لیگ کنفرانس اروپا ۲۴-۲۰۲۳ سقوط به چمپیونشیپ ۲۴-۲۰۲۳ |
| ۷              | استون ویلا      | ۶۱     | ۳۸   | ۱۸ | ۷  | ۱۳ | ۵۱   | ۴۶   | ۵+   | قوانین جدول رده‌بندی: ۱: امتیازات ۲: تفاضل گل ۳: گل‌های زده ۴: اگر قهرمان، تیم‌های سقوط کرده یا تیم‌های واجد شرایط برای حضور در مسابقات اروپایی را نمی‌توان با قوانین ۱ تا ۳ تعیین کرد، قوانین ۱٫۴ تا ۳٫۴ اعمال می‌شود: • ۱٫۴: امتیازات به دست آمده در رقابت رو در رو این تیم‌ها • ۲٫۴: گل‌های خارج از خانه در رقابت رو در روی این تیم‌ها • ۳٫۴: بازی‌های پلی‌آف صعود و سقوط کسب سهمیه حضور در مرحله گروهی لیگ قهرمانان اروپا ۲۴-۲۰۲۳ کسب سهمیه حضور در مرحله گروهی لیگ اروپا ۲۴-۲۰۲۳ کسب سهمیه حضور در مرحله پلی‌آف لیگ کنفرانس اروپا ۲۴-۲۰۲۳ سقوط به چمپیونشیپ ۲۴-۲۰۲۳ |
| ۸              | تاتنهام هاتسپر  | ۶۰     | ۳۸   | ۱۸ | ۶  | ۱۴ | ۷۰   | ۶۳   | ۷+   | قوانین جدول رده‌بندی: ۱: امتیازات ۲: تفاضل گل ۳: گل‌های زده ۴: اگر قهرمان، تیم‌های سقوط کرده یا تیم‌های واجد شرایط برای حضور در مسابقات اروپایی را نمی‌توان با قوانین ۱ تا ۳ تعیین کرد، قوانین ۱٫۴ تا ۳٫۴ اعمال می‌شود: • ۱٫۴: امتیازات به دست آمده در رقابت رو در رو این تیم‌ها • ۲٫۴: گل‌های خارج از خانه در رقابت رو در روی این تیم‌ها • ۳٫۴: بازی‌های پلی‌آف صعود و سقوط کسب سهمیه حضور در مرحله گروهی لیگ قهرمانان اروپا ۲۴-۲۰۲۳ کسب سهمیه حضور در مرحله گروهی لیگ اروپا ۲۴-۲۰۲۳ کسب سهمیه حضور در مرحله پلی‌آف لیگ کنفرانس اروپا ۲۴-۲۰۲۳ سقوط به چمپیونشیپ ۲۴-۲۰۲۳ |
| ۹              | برنتفورد        | ۵۹     | ۳۸   | ۱۵ | ۱۴ | ۹  | ۵۸   | ۴۶   | ۱۲+  | قوانین جدول رده‌بندی: ۱: امتیازات ۲: تفاضل گل ۳: گل‌های زده ۴: اگر قهرمان، تیم‌های سقوط کرده یا تیم‌های واجد شرایط برای حضور در مسابقات اروپایی را نمی‌توان با قوانین ۱ تا ۳ تعیین کرد، قوانین ۱٫۴ تا ۳٫۴ اعمال می‌شود: • ۱٫۴: امتیازات به دست آمده در رقابت رو در رو این تیم‌ها • ۲٫۴: گل‌های خارج از خانه در رقابت رو در روی این تیم‌ها • ۳٫۴: بازی‌های پلی‌آف صعود و سقوط کسب سهمیه حضور در مرحله گروهی لیگ قهرمانان اروپا ۲۴-۲۰۲۳ کسب سهمیه حضور در مرحله گروهی لیگ اروپا ۲۴-۲۰۲۳ کسب سهمیه حضور در مرحله پلی‌آف لیگ کنفرانس اروپا ۲۴-۲۰۲۳ سقوط به چمپیونشیپ ۲۴-۲۰۲۳ |
| ۱۰             | فولام           | ۵۲     | ۳۸   | ۱۵ | ۷  | ۱۶ | ۵۵   | ۵۳   | ۲+   | قوانین جدول رده‌بندی: ۱: امتیازات ۲: تفاضل گل ۳: گل‌های زده ۴: اگر قهرمان، تیم‌های سقوط کرده یا تیم‌های واجد شرایط برای حضور در مسابقات اروپایی را نمی‌توان با قوانین ۱ تا ۳ تعیین کرد، قوانین ۱٫۴ تا ۳٫۴ اعمال می‌شود: • ۱٫۴: امتیازات به دست آمده در رقابت رو در رو این تیم‌ها • ۲٫۴: گل‌های خارج از خانه در رقابت رو در روی این تیم‌ها • ۳٫۴: بازی‌های پلی‌آف صعود و سقوط کسب سهمیه حضور در مرحله گروهی لیگ قهرمانان اروپا ۲۴-۲۰۲۳ کسب سهمیه حضور در مرحله گروهی لیگ اروپا ۲۴-۲۰۲۳ کسب سهمیه حضور در مرحله پلی‌آف لیگ کنفرانس اروپا ۲۴-۲۰۲۳ سقوط به چمپیونشیپ ۲۴-۲۰۲۳ |
| ۱۱             | کرستال پالاس    | ۴۵     | ۳۸   | ۱۱ | ۱۲ | ۱۵ | ۴۰   | ۴۹   | ۹-   | قوانین جدول رده‌بندی: ۱: امتیازات ۲: تفاضل گل ۳: گل‌های زده ۴: اگر قهرمان، تیم‌های سقوط کرده یا تیم‌های واجد شرایط برای حضور در مسابقات اروپایی را نمی‌توان با قوانین ۱ تا ۳ تعیین کرد، قوانین ۱٫۴ تا ۳٫۴ اعمال می‌شود: • ۱٫۴: امتیازات به دست آمده در رقابت رو در رو این تیم‌ها • ۲٫۴: گل‌های خارج از خانه در رقابت رو در روی این تیم‌ها • ۳٫۴: بازی‌های پلی‌آف صعود و سقوط کسب سهمیه حضور در مرحله گروهی لیگ قهرمانان اروپا ۲۴-۲۰۲۳ کسب سهمیه حضور در مرحله گروهی لیگ اروپا ۲۴-۲۰۲۳ کسب سهمیه حضور در مرحله پلی‌آف لیگ کنفرانس اروپا ۲۴-۲۰۲۳ سقوط به چمپیونشیپ ۲۴-۲۰۲۳ |
| ۱۲             | چلسی            | ۴۴     | ۳۸   | ۱۱ | ۱۱ | ۱۶ | ۳۸   | ۴۷   | ۹-   | قوانین جدول رده‌بندی: ۱: امتیازات ۲: تفاضل گل ۳: گل‌های زده ۴: اگر قهرمان، تیم‌های سقوط کرده یا تیم‌های واجد شرایط برای حضور در مسابقات اروپایی را نمی‌توان با قوانین ۱ تا ۳ تعیین کرد، قوانین ۱٫۴ تا ۳٫۴ اعمال می‌شود: • ۱٫۴: امتیازات به دست آمده در رقابت رو در رو این تیم‌ها • ۲٫۴: گل‌های خارج از خانه در رقابت رو در روی این تیم‌ها • ۳٫۴: بازی‌های پلی‌آف صعود و سقوط کسب سهمیه حضور در مرحله گروهی لیگ قهرمانان اروپا ۲۴-۲۰۲۳ کسب سهمیه حضور در مرحله گروهی لیگ اروپا ۲۴-۲۰۲۳ کسب سهمیه حضور در مرحله پلی‌آف لیگ کنفرانس اروپا ۲۴-۲۰۲۳ سقوط به چمپیونشیپ ۲۴-۲۰۲۳ |
| ۱۳             | ولورهمپتون      | ۴۱     | ۳۸   | ۱۱ | ۸  | ۱۹ | ۳۱   | ۵۸   | ۲۷-  | قوانین جدول رده‌بندی: ۱: امتیازات ۲: تفاضل گل ۳: گل‌های زده ۴: اگر قهرمان، تیم‌های سقوط کرده یا تیم‌های واجد شرایط برای حضور در مسابقات اروپایی را نمی‌توان با قوانین ۱ تا ۳ تعیین کرد، قوانین ۱٫۴ تا ۳٫۴ اعمال می‌شود: • ۱٫۴: امتیازات به دست آمده در رقابت رو در رو این تیم‌ها • ۲٫۴: گل‌های خارج از خانه در رقابت رو در روی این تیم‌ها • ۳٫۴: بازی‌های پلی‌آف صعود و سقوط کسب سهمیه حضور در مرحله گروهی لیگ قهرمانان اروپا ۲۴-۲۰۲۳ کسب سهمیه حضور در مرحله گروهی لیگ اروپا ۲۴-۲۰۲۳ کسب سهمیه حضور در مرحله پلی‌آف لیگ کنفرانس اروپا ۲۴-۲۰۲۳ سقوط به چمپیونشیپ ۲۴-۲۰۲۳ |
| ۱۴             | وستهام یونایتد  | ۴۰     | ۳۸   | ۱۱ | ۷  | ۲۰ | ۴۲   | ۵۵   | ۱۳-  | قوانین جدول رده‌بندی: ۱: امتیازات ۲: تفاضل گل ۳: گل‌های زده ۴: اگر قهرمان، تیم‌های سقوط کرده یا تیم‌های واجد شرایط برای حضور در مسابقات اروپایی را نمی‌توان با قوانین ۱ تا ۳ تعیین کرد، قوانین ۱٫۴ تا ۳٫۴ اعمال می‌شود: • ۱٫۴: امتیازات به دست آمده در رقابت رو در رو این تیم‌ها • ۲٫۴: گل‌های خارج از خانه در رقابت رو در روی این تیم‌ها • ۳٫۴: بازی‌های پلی‌آف صعود و سقوط کسب سهمیه حضور در مرحله گروهی لیگ قهرمانان اروپا ۲۴-۲۰۲۳ کسب سهمیه حضور در مرحله گروهی لیگ اروپا ۲۴-۲۰۲۳ کسب سهمیه حضور در مرحله پلی‌آف لیگ کنفرانس اروپا ۲۴-۲۰۲۳ سقوط به چمپیونشیپ ۲۴-۲۰۲۳ |
| ۱۵             | بورنموث         | ۳۹     | ۳۸   | ۱۱ | ۶  | ۲۱ | ۳۷   | ۷۱   | ۴۴-  | قوانین جدول رده‌بندی: ۱: امتیازات ۲: تفاضل گل ۳: گل‌های زده ۴: اگر قهرمان، تیم‌های سقوط کرده یا تیم‌های واجد شرایط برای حضور در مسابقات اروپایی را نمی‌توان با قوانین ۱ تا ۳ تعیین کرد، قوانین ۱٫۴ تا ۳٫۴ اعمال می‌شود: • ۱٫۴: امتیازات به دست آمده در رقابت رو در رو این تیم‌ها • ۲٫۴: گل‌های خارج از خانه در رقابت رو در روی این تیم‌ها • ۳٫۴: بازی‌های پلی‌آف صعود و سقوط کسب سهمیه حضور در مرحله گروهی لیگ قهرمانان اروپا ۲۴-۲۰۲۳ کسب سهمیه حضور در مرحله گروهی لیگ اروپا ۲۴-۲۰۲۳ کسب سهمیه حضور در مرحله پلی‌آف لیگ کنفرانس اروپا ۲۴-۲۰۲۳ سقوط به چمپیونشیپ ۲۴-۲۰۲۳ |
| ۱۶             | ناتینگهام فارست | ۳۸     | ۳۸   | ۹  | ۱۱ | ۱۸ | ۳۸   | ۶۸   | ۲۰-  | قوانین جدول رده‌بندی: ۱: امتیازات ۲: تفاضل گل ۳: گل‌های زده ۴: اگر قهرمان، تیم‌های سقوط کرده یا تیم‌های واجد شرایط برای حضور در مسابقات اروپایی را نمی‌توان با قوانین ۱ تا ۳ تعیین کرد، قوانین ۱٫۴ تا ۳٫۴ اعمال می‌شود: • ۱٫۴: امتیازات به دست آمده در رقابت رو در رو این تیم‌ها • ۲٫۴: گل‌های خارج از خانه در رقابت رو در روی این تیم‌ها • ۳٫۴: بازی‌های پلی‌آف صعود و سقوط کسب سهمیه حضور در مرحله گروهی لیگ قهرمانان اروپا ۲۴-۲۰۲۳ کسب سهمیه حضور در مرحله گروهی لیگ اروپا ۲۴-۲۰۲۳ کسب سهمیه حضور در مرحله پلی‌آف لیگ کنفرانس اروپا ۲۴-۲۰۲۳ سقوط به چمپیونشیپ ۲۴-۲۰۲۳ |
| ۱۷             | اورتون          | ۳۶     | ۳۸   | ۸  | ۱۲ | ۱۸ | ۳۴   | ۵۷   | ۲۳-  | قوانین جدول رده‌بندی: ۱: امتیازات ۲: تفاضل گل ۳: گل‌های زده ۴: اگر قهرمان، تیم‌های سقوط کرده یا تیم‌های واجد شرایط برای حضور در مسابقات اروپایی را نمی‌توان با قوانین ۱ تا ۳ تعیین کرد، قوانین ۱٫۴ تا ۳٫۴ اعمال می‌شود: • ۱٫۴: امتیازات به دست آمده در رقابت رو در رو این تیم‌ها • ۲٫۴: گل‌های خارج از خانه در رقابت رو در روی این تیم‌ها • ۳٫۴: بازی‌های پلی‌آف صعود و سقوط کسب سهمیه حضور در مرحله گروهی لیگ قهرمانان اروپا ۲۴-۲۰۲۳ کسب سهمیه حضور در مرحله گروهی لیگ اروپا ۲۴-۲۰۲۳ کسب سهمیه حضور در مرحله پلی‌آف لیگ کنفرانس اروپا ۲۴-۲۰۲۳ سقوط به چمپیونشیپ ۲۴-۲۰۲۳ |
| ۱۸             | لستر سیتی       | ۳۴     | ۳۸   | ۹  | ۷  | ۲۲ | ۵۱   | ۶۸   | ۱۷-  | قوانین جدول رده‌بندی: ۱: امتیازات ۲: تفاضل گل ۳: گل‌های زده ۴: اگر قهرمان، تیم‌های سقوط کرده یا تیم‌های واجد شرایط برای حضور در مسابقات اروپایی را نمی‌توان با قوانین ۱ تا ۳ تعیین کرد، قوانین ۱٫۴ تا ۳٫۴ اعمال می‌شود: • ۱٫۴: امتیازات به دست آمده در رقابت رو در رو این تیم‌ها • ۲٫۴: گل‌های خارج از خانه در رقابت رو در روی این تیم‌ها • ۳٫۴: بازی‌های پلی‌آف صعود و سقوط کسب سهمیه حضور در مرحله گروهی لیگ قهرمانان اروپا ۲۴-۲۰۲۳ کسب سهمیه حضور در مرحله گروهی لیگ اروپا ۲۴-۲۰۲۳ کسب سهمیه حضور در مرحله پلی‌آف لیگ کنفرانس اروپا ۲۴-۲۰۲۳ سقوط به چمپیونشیپ ۲۴-۲۰۲۳ |
| ۱۹             | لیدز یونایتد    | ۳۱     | ۳۸   | ۷  | ۱۰ | ۲۱ | ۴۸   | ۷۸   | ۳۰-  | قوانین جدول رده‌بندی: ۱: امتیازات ۲: تفاضل گل ۳: گل‌های زده ۴: اگر قهرمان، تیم‌های سقوط کرده یا تیم‌های واجد شرایط برای حضور در مسابقات اروپایی را نمی‌توان با قوانین ۱ تا ۳ تعیین کرد، قوانین ۱٫۴ تا ۳٫۴ اعمال می‌شود: • ۱٫۴: امتیازات به دست آمده در رقابت رو در رو این تیم‌ها • ۲٫۴: گل‌های خارج از خانه در رقابت رو در روی این تیم‌ها • ۳٫۴: بازی‌های پلی‌آف صعود و سقوط کسب سهمیه حضور در مرحله گروهی لیگ قهرمانان اروپا ۲۴-۲۰۲۳ کسب سهمیه حضور در مرحله گروهی لیگ اروپا ۲۴-۲۰۲۳ کسب سهمیه حضور در مرحله پلی‌آف لیگ کنفرانس اروپا ۲۴-۲۰۲۳ سقوط به چمپیونشیپ ۲۴-۲۰۲۳ |
| ۲۰             | ساوتهمپتون      | ۲۵     | ۳۸   | ۶  | ۷  | ۲۵ | ۳۶   | ۷۳   | ۳۷-  | قوانین جدول رده‌بندی: ۱: امتیازات ۲: تفاضل گل ۳: گل‌های زده ۴: اگر قهرمان، تیم‌های سقوط کرده یا تیم‌های واجد شرایط برای حضور در مسابقات اروپایی را نمی‌توان با قوانین ۱ تا ۳ تعیین کرد، قوانین ۱٫۴ تا ۳٫۴ اعمال می‌شود: • ۱٫۴: امتیازات به دست آمده در رقابت رو در رو این تیم‌ها • ۲٫۴: گل‌های خارج از خانه در رقابت رو در روی این تیم‌ها • ۳٫۴: بازی‌های پلی‌آف صعود و سقوط کسب سهمیه حضور در مرحله گروهی لیگ قهرمانان اروپا ۲۴-۲۰۲۳ کسب سهمیه حضور در مرحله گروهی لیگ اروپا ۲۴-۲۰۲۳ کسب سهمیه حضور در مرحله پلی‌آف لیگ کنفرانس اروپا ۲۴-۲۰۲۳ سقوط به چمپیونشیپ ۲۴-۲۰۲۳ |
| منبع: لیگ برتر |                 |        |      |    |    |    |      |      |      | |

## نتایج
بازی‌ها در ۱۶ ژوئن ۲۰۲۲ منتشر شدند.
.
| میزبان \ میهمان | ARS   | AVL | BOU | BRE | BHA | CHE | CRY | EVE | FUL | LEE | LEI | LIV   | MCI   | MUN   | NEW | NFO | SOU | TOT | WHU | WOL |
| --------------- | ----- | --- | --- | --- | --- | --- | --- | --- | --- | --- | --- | ----- | ----- | ----- | --- | --- | --- | --- | --- | --- |
| آرسنال          | —     | 2–1 | 2-3 |     | 3-0 | 1-3 | 1-4 | 0-4 | 2–1 |     | 0-1 | 2-3   | 3-1   | 2-3   | 0-0 | 0-5 | 3-3 | a   |     | 0-5 |
| استون ویلا      | 4-2   | —   |     |     |     |     |     | 2–1 |     |     |     |       | 1–1   |       |     |     |     |     | 0–1 |     |
| بورنموث         | 0–3   | 2–0 | —   |     |     |     |     | 0-3 |     |     |     |       | 4-1   |       |     |     |     |     |     | 0–0 |
| برنتفورد        |       |     |     | —   |     | a   |     | 1–1 | a   | 5–2 |     |       | 0-1   | 4–0   |     |     |     |     |     |     |
| برایتون         | 4-2   |     |     |     | —   |     | a   | 5-1 |     | 1–0 | 5–2 |       | 1-1   |       | 0–0 |     |     |     |     |     |
| چلسی            | 3-1   |     |     | a   |     | —   |     | 2-2 | a   | a   | 2–1 |       | 1-0   |       | 1-1 |     |     | 2–2 | 2–1 |     |
| کریستال پالاس   | 0–2   | 3–1 |     | 1–1 | a   |     | —   | 0-0 |     |     |     |       | 1-0   |       |     |     |     |     |     |     |
| اورتون          | 0-1   | 2-0 | 0-1 | 0-1 | 4-1 | 0–1 | 0-3 | —   | 3-1 | 0-1 | 2-0 | 0–0   | 3-0   | 2-1   | 4-1 | 1–1 | 2-1 | 1-1 | 0-1 | 2-1 |
| فولام           |       |     |     | 3–2 | 2–1 | a   |     | 0-0 | —   |     |     | 2–2   | 2-1   |       |     |     |     |     |     |     |
| لیدز یونایتد    |       |     |     |     |     | 3–0 |     | 1–1 |     | —   |     |       | 3-1   | a     |     |     |     |     |     | 2–1 |
| لسترسیتی        | 4-2   |     |     | 2–2 |     |     |     | 2-2 |     |     | —   |       | 1-0   | 0–1   |     | a   | 1–2 |     |     |     |
| لیورپول         | 2-2   |     | 9–0 |     |     |     | 1–1 | 0-2 |     |     |     | —     | 0-1a  | 0-7a  | 2–1 |     |     |     |     |     |
| منچسترسیتی      | 1-4   | 1-3 | 0-4 | 2-1 | 1-3 | 0-1 | 4–2 | 1-1 | 1-2 | 1-2 | 1-3 | 1-4 a | —     | 3-6 a | 0-2 | 0-6 | 0-4 | 2-4 | 0-3 | 0-3 |
| منچستر یونایتد  | 3–1   |     |     |     | 1–2 |     |     | 0-2 |     | a   |     | 2–1   | 1-2 a | —     |     |     |     |     |     |     |
| نیوکاسل         | 2-0   |     |     |     |     |     | 0–0 | 0-1 |     |     |     |       | 3–3   |       | —   | 2–0 |     |     |     |     |
| ناتینگهام فارست | 0-1   |     | 2–3 |     |     |     |     | 2-2 |     |     | a   |       | 1-1   |       |     | —   |     | 0–2 | 1–0 |     |
| ساوتهمپتون      | 1-1   |     |     |     |     | 2–1 |     | 2-1 |     | 2–2 |     |       | 4-1   | 0-1   |     |     | —   |     |     |     |
| تاتنهام         | 2-0 a |     |     |     |     | a   |     | 0-2 | 2–1 | 1-4 |     |       | 0-1   |       |     |     | 4–1 | —   |     | 1-0 |
| وستهام          | 2-2   |     |     |     | 0–2 |     |     | 0-2 |     |     |     |       | 0–2   |       |     |     |     | 1–1 | —   |     |
| ولورهمپتون      |       |     |     |     |     |     |     | 1-1 | 0–0 |     |     |       | 3-0   |       | 1–1 |     | 1–0 |     |     | —   |

## حواشی طول فصل

### هفته دوم چلسی و تاتنهام
در هفته دوم این رقابت جایی که چلسی به مصاف تاتنهام رفته بود. دو تیم چلسی و تاتنهام در ورزشگاه استمفورد بریج به تساوی دو بر دو رسیدند و بدین ترتیب یک امتیاز نصیب هر دو تیم شد اما این بازی یک بازی پرتنش روی نیمکت هر دو تیم بود و توماس توخل و آنتونیو کونته درگیری عجیب و غریبی داشتند.
استارت دعوا میان کونته و توخل در دقیقه ۶۸ زده شد جایی که پیر هویبرگ دروازه چلسی را باز کرد و بازی یک بر یک مساوی شد. آنتونیو کونته رو به توماس توخل خوشحالی بی حد و مرزی انجام داد و خودش را به او نزدیک کرد و با او تنه به تنه شد و بدین ترتیب توماس توخل کنترل اعصاب خود را از دست داد و با او درگیر شد که البته نیمکت نشین‌ها هر دو طرف را از هم جدا کردند.

### هفته دوم لیورپول و کریستال پالاس
داروین نونیز بازیکن اروگوئه‌ای تیم لیورپول پس از درگیری با یواکیم اندرسن، مدافع کریستال پالاس، در نیمه دوم بازی یک کارت قرمز مستقیم دریافت کرد. این بازیکن با سر خود به صورت یار حریف زد. وی اولین بازیکنی است که به دلیل رفتار خشونت‌آمیز برای لیورپول تحت هدایت کلوپ از زمین اخراج می‌شود و اکنون سه جلسه محرومیت را سپری خواهد کرد، آن هم در حالی که قرمزها هفته آینده در اولدترافورد مقابل منچستر یونایتد قرار می‌گیرند.
کلوپ در کنفرانس خبری پس از بازی خود گفت که نونیز مستحق کارت قرمزش بود:
« «با او صحبت خواهم کرد. می‌خواستم ابتدا وضعیت را ببینم. من نمی‌دانستم چه اتفاقی افتاده‌است. اندرسن را روی زمین دیدم و داروین در حال دور شدن از او بود. از زاویه دید من تنها همین مشخص بود. از بچه‌هایمان پرسیدم و صحنه را بازبینی کردم. بله! او واکنش اشتباهی داشت و باید کارت قرمز می‌گرفت.»»

### هفته سوم منچستر و لیورپول
در این هفته جایی که لیورپول مهمان منچستر در الدترافورد بود
قبل از شروع بازی وقتی تیم‌ها در حال گرم کردن بودن کریس رونالدو با دیدن گری نویل و فیل جونز برخورد گرمی با این دو هم تیمی سابق داشت که در حال مصاحبه زنده در کنار زمین با شبکه‌های تلوزیونی بودن و این در حالی بود که جیمی کرگر بازیکن اسبق لیورپول نیز در کنار این دو بود که با بی‌توجهی کریس رونالدو مواجه شد.

### هفته چهارم لیوپول وبورنموث
در این هفته از مسابقات لیورپول با برتری ۹برصفر در برابر بورنمونث موفق شد اولین برد فصل خودشون کسب کنند این، چهارمین ۹–۰ تاریخ لیگ برتر بود تا لیورپول مشترکاً، قاطعانه‌ترین پیروزی تاریخ لیگ برتر را جشن گرفته باشد. .

### هفته ششم آرسنال درمقابل منچستر یونایتد
آرسنال درحال به بازی با منچستر رسیده بود که از پنج بازی قبلی خودش پنج پیروزی بدست آورده اما این منچستریونایتد بود که در انتها با پیروزی ۳بر ۱موفق شد به رکورد صد در صد پیروزی آرسنال در این فصل پایان بدهد

## تیم‌ها
۲۰ تیم در لیگ با هم رقابت خواهند کرد که هفده تیم برتر فصل قبل و سه تیم صعود کننده از چمپیونشیپ می‌شوند. تیم‌های صعود کننده فولام، بورنموث و ناتینگهام فارست هستند که به ترتیب پس از یک، دو و بیست و سه سال غیبت از لیگ برتر باز خواهند گشت. بیست و سه سال غیبت بین حضور قبلی تا حضور دوباره در لیگ برتر توسط ناتینگهام فارست طولانی‌ترین غیبت برای یک باشگاه در دوران لیگ برتر تا به امروز است. آنها جانشین برنلی (که پس از شش سال حضور در لیگ برتر سقوط کردند)، واتفورد و نوریچ سیتی (هر دو تیم تنها پس از یک سال حضور در لیگ برتر سقوط کردند) شدند

### استادیوم‌ها و مکان‌ها
در این فصل از رقابت‌ها ۲۰تیم باهم به رقابت پرداختند که تیم‌ها و استادیودم‌های برگزاری به شرح زیر است
| تیم                    | سرمربی           | محل                  | استادیوم               | ظرفیت  |
| ---------------------- | ---------------- | -------------------- | ---------------------- | ------ |
| آرسنال                 | میکل آرتتا       | لندن (هالووی)        | ورزشگاه امارات         | ۶۰٬۷۰۴ |
| استون ویلا             | اونای امری       | بیرمنگام             | ویلا پارک              | ۴۲٬۶۸۲ |
| بورنموث                | گری اونیل (موقت) | بورنموث              | دین کورت               | ۱۱٬۳۶۴ |
| برنتفورد               | توماس فرانک      | لندن (برنتفورد)      | گریفین پارک            | ۱۷٬۲۵۰ |
| برایتون اند هوو آلبیون | دی زربی          | فالمر                | استادیوم فالمر         | ۳۱٬۸۰۰ |
| چلسی                   | مفرانک لمارد     | لندن (فولهام)        | استمفورد بریج          | ۴۰٬۸۳۴ |
| کریستال پالاس          | روی هاجسون       | لندن (سلهرست)        | سلهرست پارک            | ۲۵٬۴۸۶ |
| اورتون                 | شان دایچ         | لیورپول (والتون)     | گودیسون پارک           | ۳۹٬۴۱۴ |
| فولام                  | مارکو سیلوا      | لندن (Fulham)        | کریون کاتج             | ۱۹٬۳۵۹ |
| لیدز یونایتد           | سم آلاردایس      | لیدز                 | الند رود               | ۳۷٬۷۹۲ |
| لستر سیتی              | برندان راجرز     | لستر                 | استادیوم کینگ پاور     | ۳۲٬۳۱۲ |
| لیورپول                | یورگن کلوپ       | لیورپول (آنفیلد)     | آنفیلد                 | ۵۳٬۳۹۴ |
| منچستر سیتی            | پپ گواردیولا     | منچستر (برادفورد)    | ورزشگاه اتحاد          | ۵۵٬۰۱۷ |
| منچستر یونایتد         | اریک تن هاگ      | منچستر (اولدترافورد) | اولدترافورد            | ۷۴٬۱۴۰ |
| نیوکاسل                | ادی هوو          | نیوکاسل از تاین      | سنت جیمز پارک          | ۵۲٬۳۰۵ |
| ناتینگهام فارست        | استیو کوپر       | وست بریگفورد         | سیتی گراند             | ۳۰٬۴۴۵ |
| ساوتهمپتون             | رالف هازنهوتل    | ساوتهمپتون           | سنت مری                | ۳۲٬۳۸۴ |
| تاتنهام هاتسپر         | آنتونیو کونته    | لندن (تاتنهام)       | ورزشگاه تاتنهام هاتسپر | ۶۲٬۸۵۰ |
| ولورهمپتون             | خولن لوپتگی      | ولورهمپتون           | مالینیوم پارک          | ۳۲٬۰۵۰ |
| وستهام یونایتد         | دیوید مویس       | لندن (استراتفورد)    | المپیک لندن            | ۶۲٬۵۰۰ |

### تغییرات سرمربی
| تیم            | سرمربی خروجی | نحوه خروج          | تاریخ جای خالی | موقعیت در جدول | سرمربی ورودی     | تاریخ انتصاب |
| -------------- | ------------ | ------------------ | -------------- | -------------- | ---------------- | ------------ |
| منچستر یونایتد | رالف رانگنیک | پایان قرارداد موقت | ۲۲ مه ۲۰۲۲     | پیش فصل        | اریک تن هاخ      | ۲۳ مه ۲۰۲۲   |
| بورنموث        | اسکات پارکر  | اخراج              | ۲۹ اوت ۲۰۲۲    | ۱۷             | گری اونیل (موقت) | ۲۹ اوت ۲۰۲۲  |

## جستار های وابسته
جدول لیگ برتر انگلیس

## یادداشت ها
1. ↑  لیگ برتر در تاریخ ۱۳ نوامبر ۲۰۲۲ تا ۲۶ دسامبر ۲۰۲۲ به دلیل برگزاری جام جهانی وقفه خواهد داشت.
2. 1 2  از آنجایی که لیورپول، به عنوان قهرمان جام حذفی ۲۰۲۲ و قهرمان جام اتحادیه ۲۲–۲۰۲۱، از طریق لیگ سهمیه لیگ قهرمانان اروپا را به دست آورد، سهمیه حضور در مرحله گروهی لیگ اروپا که به قهرمان جام حذفی اهدا می‌شد به تیم ششم رسید و سهمیه حضور در مرحله پلی-آف لیگ کنفرانس اروپا که به قهرمان جام اتحادیه اهدا می‌شد، به تیم هفتم رسید.[۴]